# Склокаркасні двері
Склокаркасні двері  — масивна композиційна конструкція — різновид дверей, дверне полотно яких складається зі скла (дзеркала), приклеєного всією площиною на каркас із вкладеними аркушами пінополістиролу. Полотно може витримувати сильні удари, оскільки під ним немає порожнього простору, і знімається напруга скла. Переважно застосовується для виробництва полотна міжкімнатних дверей.

### Технологія виготовлення склокаркасних дверей
Для склокаркасних міжкімнатних дверей скло зазвичай пропонується загартоване. Для виготовлення такого скла використовується метод нагрівання скляних листів до температури розм'якшення скломаси з наступним швидким охолодженням за допомогою потоків повітря. Внаслідок цього відбувається підвищення міцності і термостійкості скла, що дозволяє готовим склокаркасним міжкімнатним дверям витримувати сильні удари і перепади температури.
Ще одна передова технологія, за допомогою якої виготовляються найбільш популярні види склокаркасних дверей, — «триплекс». Її суть полягає в тому, що при створенні склокаркасних міжкімнатних дверей склеюють кілька скляних пластин між собою за допомогою спеціальних прозорих полімерних плівок. Готові двері, створені за допомогою даної технології, практично неможливо розбити звичайним методом. У разі руйнування, можливі скалки залишаться на місці, так як скло всією площиною приклеєне до пінополістиролу, що не принесе загрози життю людей. Зовнішня поверхня полотна покривається спеціальним гідрофобним лаком, який перешкоджає виникненню відбитків на склі.

### Основні переваги міжкімнатних склокаркасних дверей
Основні переваги міжкімнатних склокаркасних дверей: 
- Надійність
- Довговічність (стійкість до ударів)
- Безпека у використанні
- Шумоізоляція
- Широкий модельний ряд
- Легко переносять перепади температури
- Легкість у догляді
- Нешкідливість

### Елементи конструкції полотна склокаркасних дверей
Елементи конструкції склокаркасних дверних полотен: 
- Несучий каркас — його конструкція все навантаження дверей бере на себе, на ньому розміщені скляні панелі;
- Дзеркало — має товщину не менше 4 мм;
- Листи пінополістиролу;
- Високоякісний полімер.

За характеристиками стійкості скла при зовнішніх впливах його ударостійкість для міжкімнатних дверей розподіляється наступним чином:
- Клас А3 — найміцніше і безпечне скло;
- Клас А2;
- Клас А1.

Скло для міжкімнатних дверей — специфічний матеріал, який проходить детальну перевірку на естетичну привабливість, якісну складову і безпеку. Всі використовувані при створенні склокаркасних дверей елементи декоративного оформлення повинні гарантувати практичність в їх використанні.

### Виробники склокаркасних міжкімнатних дверей
Склокаркасні міжкімнатні двері являють собою нове покоління міжкімнатних дверей на ринку України та СНД. Масове виробництво склокаркасних міжкімнатних дверей почалося в 2014 році. На даний момент вони виробляються в ряді міст СНД: Москва, Київ, Дніпропетровськ.
Однією з перших в СНД компаній з виробництва склокаркасних міжкімнатних дверей є компанія «SCS» (System Capital Solutions) — Київ, яка виробляє двері під брендом «AXIOMADOORS». На даний момент — це найбільше підприємство з виробництва міжкімнатних склокаркасних дверей в СНД.